# S-Bahn Tessin

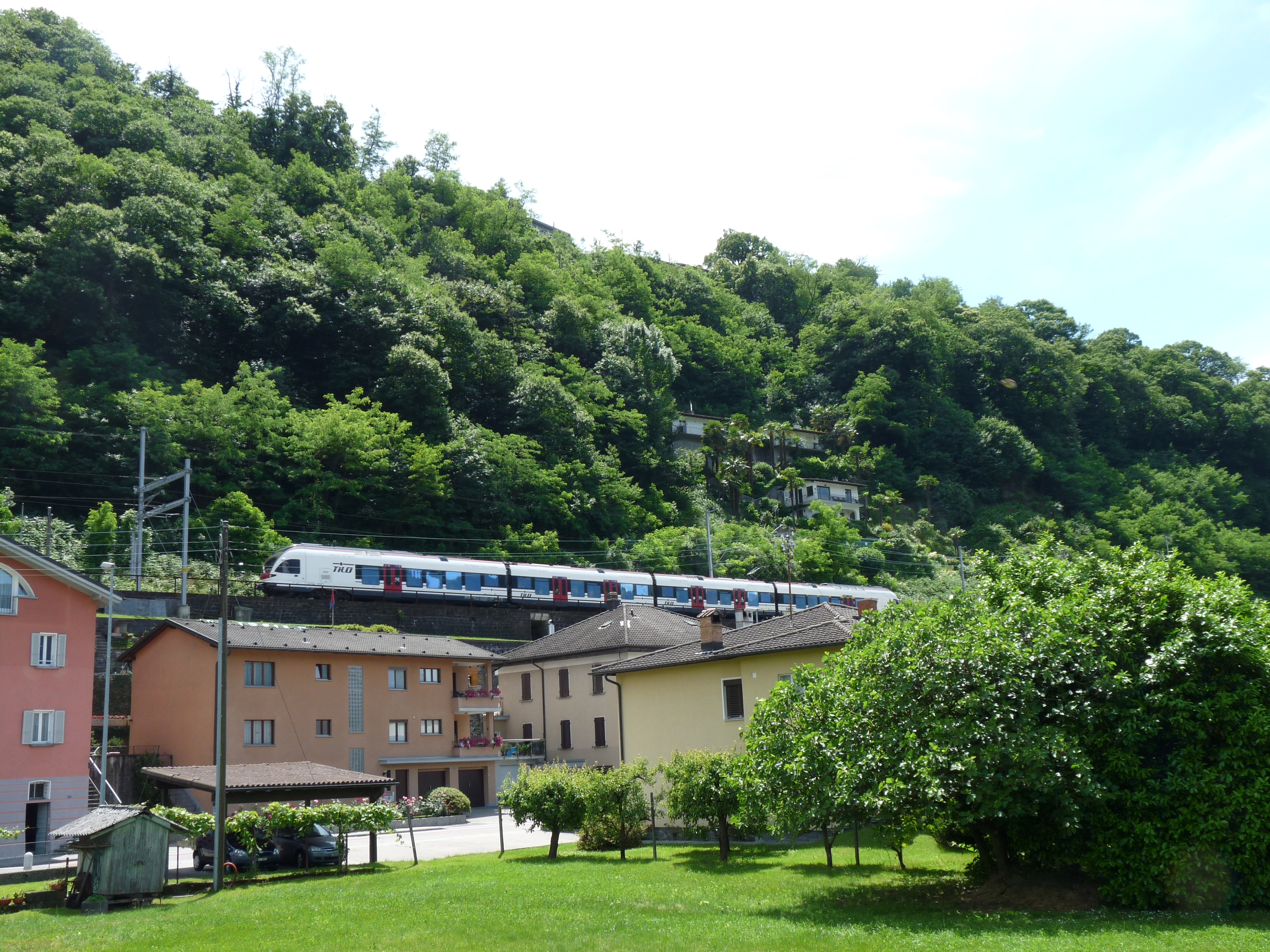
S30 bei Magadino

Die S-Bahn im Tessin (it.: Rete celere del Canton Ticino) wird seit 2004 betrieben. Das Liniennetz umfasst drei Normalspurstrecken, die von der italienisch-schweizerischen Bahngesellschaft TILO (Treni Regionali Ticino Lombardia) betrieben werden, sowie die schmalspurige Strecke der Privatbahn Ferrovia Lugano-Ponte Tresa (FLP) von Lugano nach Ponte Tresa. Drei Strecken führen grenzüberschreitend in die Lombardei.
Seit 2018 ist das Netz stärker mit dem lombardischen S-Bahn-Netz der Trenord verknüpft. Daher wurden die Tessiner Strecken 2009 umnummeriert von S1 in S10, S2 in S20 usw.  Kernstücke bilden dabei die grenzüberschreitende Linie der S10 von Biasca nach Mailand sowie die neue Strecke nach Varese in Italien. Für die  Streckenführungen zwischen Lugano und dem Flughafen Mailand-Malpensa wurden die Nummern S40 und S50 reserviert.
Der Bahnhof Castione-Arbedo (nördlich von Bellinzona) wurde 2008/2009 umgebaut und dient seit 2010 als Endbahnhof der S20 und S30, wodurch der Netzmittelpunkt Bellinzona entlastet werden konnte.

## Linien
| Linie | Linienweg | Länge/Hinweis                        | Halte | Betreiber |
| ----- | --- | ------------------------------------ | ----- | --------- |
| S 10  | (Airolo –) Biasca – Bellinzona – Giubiasco – (Ceneri-Basistunnel –) Lugano – Mendrisio – Chiasso – Como San Giovanni                         | 120 km                               | 16    | TILO      |
| S 20  | Castione-Arbedo – Bellinzona – Giubiasco – Cadenazzo – Locarno                                                                               | 23,5 km                              | 15    | TILO      |
| S 30  | (Bellinzona – Giubiasco –) Cadenazzo – Luino – Gallarate                                                                                     | 130,0 km                             | 20    | TILO      |
| S 40  | Varese – Stabio – Mendrisio – Chiasso – Como San Giovanni                                                                                    |                                      | 15    | TILO      |
| S 50  | Bellinzona – Giubiasco – (Ceneri-Basistunnel –) Lugano – Lugano – Mendrisio – Stabio – Varese – Gallarate – Busto Arsizio – Malpensa         |                                      | 18    | TILO      |
| S 60  | Lugano – Ponte Tresa | 12,2 km                              | 12    | FLP       |
| S 90  | Bellinzona – Giubiasco – Rivera-Bironico – Lugano – Mendrisio – Chiasso – Como San Giovanni                                                  | seit 5. April 2021                   | 12    | TILO      |
| RE    | Erstfeld – Göschenen – Airolo – Biasca – Bellinzona – Giubiasco – Lugano – Mendrisio – Chiasso – Como San Giovanni – Monza – Milano Centrale | bis 4. April 2021                    |       | TILO      |
| RE 80 | Locarno – Cadenazzo – (Ceneri-Basistunnel –) Lugano – Mendrisio – Chiasso – Como San Giovanni – Monza – Milano Centrale                      | seit 5. April 2021                   |       | TILO      |
| RE 30 | Bellinzona – Giubiasco – Cadenazzo – Luino                                                                                                   | mittwochs für Marktbesucher in Luino |       | TILO      |

Nach der Inbetriebnahme des Ceneri-Basistunnels werden seit 2021 einige Linien durch den Basistunnel geführt, als weitere Linie ging die S90 über die Bergstrecke in Betrieb.

## Strecke nach Varese
Zur Erweiterung des Netzes wurde eine 17 km lange Bahnstrecke von Mendrisio nach Varese gebaut (FMV, Ferrovia Mendrisio–Varese). Das Projekt bestand aus drei Teilen: Ausbau des Industriegleises Mendrisio–Stabio, grenzüberschreitende Neubaustrecke Stabio–Arcisate sowie Ausbau der FS-Strecke Arcisate–Varese. Die Kosten wurden auf 134 Mio. CHF plus 203 Mio. EUR geschätzt, die Inbetriebnahme war im 2008 unterzeichneten italienisch-schweizerischen Staatsvertrag für 2014 vorgesehen. Die Arbeiten auf Schweizer Seite wurden im Oktober 2014 abgeschlossen, die Kosten betrugen 186 Mio. CHF. Auf italienischer Seite wurde im Jahr 2009 der Bau zweier Bahntunnel sowie eines tiefergelegten Trassees durch die Orte Arcisate und Induno Olona begonnen. Im Aushubmaterial der beiden Tunnel wurde im April 2011 Arsen entdeckt. Danach ruhten die Arbeiten auf italienischer Seite, und der Termin der Inbetriebnahme wurde verschoben. Deshalb wurde am 14. Dezember 2014 zunächst nur der Abschnitt von Mendrisio nach Stabio in Betrieb genommen. Schliesslich konnten die Bauarbeiten wiederaufgenommen werden, und die Inbetriebnahme des Abschnitts von Stabio nach Varese fand am 7. Januar 2018 statt.

Befahren wird die Strecke heute (Stand 2023) von der S40 (Como – Mendrisio – Varese) sowie der S50 (Biasca – Bellinzona – Lugano – Varese – Malpensa). Daraus ergibt sich ein Halbstundentakt von Montag bis Samstag, an Sonntagen verkehrt nur die S50 im Stundentakt.
Die Strecke ermöglicht zudem eine zusätzliche und schnellere Zugverbindung vom Südtessin ins Wallis.